# Gonzalo García (nogometaš, rođen 1983.)
Gonzalo Manuel García García (Montevideo, Urugvaj, 13. listopada 1983.), poznat kao Gonzalo García ili Gonzalo, španjolski-urugvajski je nogometni trener i bivši nogometaš. Trenutačno je trener splitskog Hajduka. Kao igrač igrao je na poziciji veznog.
Rođen u Urugvaju, Gonzalo se preselio u Španjolsku s 13 godina i pridružio se Real Madridu kao tinejdžer, ali nikada nije napredovao dalje od treće momčadi. Većinu karijere proveo je u nizozemskom Eredivisieu, kao i na Cipru i u Izraelu.

## Igračka karijera
Predstavljao je reprezentaciju Španjolsku do 17 godina s Iniestom, Reyesom i Torresom. Milan je poslao Baresija da ga regrutira, ali Compostela je već prihvatila ponudu Real Madrida od 300.000 eura.
Nikada nije napredovao dalje od treće momčadi Real Madrida. U Španjolskoj je igrao samo u trećoj ligi. Godine 2005. preselio se u Nizozemsku (Apeldoorn, Heerenveen), zatim u Groningen s kojim je potpisao četverogodišnji ugovor. Kasnije je igrao na Cipru za AEK Larnaku (za koji je postigao hat-trick u Europskoj ligi), u Izraelu za Maccabi Tel Aviv, a karijeru je završio u Heraclesu i Composteli u dobi od 34 godine.

## Trenerska karijera
Odmah nakon prestanka igračke karijere postao je pomoćni trener u danskom Esbjergu. Godine 2019. imenovan je glavnim trenerom Twentea, ali mu ugovor nije obnovljen nakon 14. mjesta i prekida sezone zbog pandemije COVID-19.
U 2021. godini preuzeo je Istru 1961 s kojom je ostvario 9. mjesto 2011./22. i 5. mjesto 2022./23. U svibnju 2024. postao je trener portugalskog kluba Arouca, ali je otišao u listopadu nakon loših rezultata. U Istru 1961 vratio se u siječnju 2025.
U lipnju 2025. postao je trener splitskog Hajduka.